# ニューイングランド音楽院の人物一覧
ニューイングランド音楽院の人物一覧は、ニューイングランド音楽院に関係する人物の一覧記事。

## 著名な教職員

### 器楽奏者
- 潮田益子
- ルドルフ・コーリッシュ
- ベルイ・ザムコヒアン
- ジミー・ジュフリー
- ガンサー・シュラー
- 高橋筆子
- ドロシー・ディレイ
- ワルター・トランプラー
- ジェームズ・カトラー・ダン・パーカー
- ジャッキー・バイアード
- ロバート・ヘルプス
- セシル・マクビー
- ヴェロニカ・ヨッフム

### 作曲家
- フランシス・ジャッド・クック
- フレデリック・コンヴァース
- ジョージ・テンプルトン・ストロング
- ジョージ・ホワイトフィールド・チャドウィック
- アーサー・バーガー
- ジョン・ノウルズ・ペイン
- クインシー・ポーター

### 音楽学者
- エルンスト・レヴィ

### その他
- ピエロ・ベルージ

## 卒業生

### 器楽演奏家
- イツハク・イエディッド
- 伊藤奏子
- バーニー・ウォーレル
- ルイス・クラスナー
- ベルイ・ザムコヒアン
- 島谷恵介
- 杉野裕
- ジュリアス・チャロフ
- ネスター・トーレス
- アドルフ・ハーセス
- ハロルド・ファーバーマン
- アントン・フィグ
- ラファエル・プヤーナ

### 作曲家
- 安部正義
- ルロイ・アンダーソン
- ジョン・ヴィンセント
- 大澤壽人
- ヘンリー・F.ギルバート
- フランシス・ジャッド・クック
- ペギー・ステュアート・クーリッジ
- 五木田岳彦
- ウィリアム・グラント・スティル
- 周文中
- ヘンリー・ハドリー
- ジャン・パピノー＝クーチュア
- フローレンス・プライス
- アラン・ホヴァネス
- ダニエル・グレゴリー・メイソン
- ルロイ・ロバートソン

### ポピュラー音楽・芸能・文化・スポーツ・その他
- ウォルター・ピジョン
- ロミ・山田

### その他
- 秋津智承
- スティーヴン・ガンゼンハウザー
- 金聖響
- アラン・ギルバート
- サラ・コールドウェル
- セルジュ・コミッショーナ
- 佐藤功太郎
- ケネス・シャーマーホーン
- ラッセル・スタンガー
- 福島琢郎